# Washington, Nebraska
Washington är en ort (village) i Washington County i Nebraska. Vid 2020 års folkräkning hade Washington 129 invånare.